# New Zealand ved vinter-OL 2022
New Zealand deltog i vinter-OL 2022 i Beijing, Kina i perioden 4. – 20. februar 2022.

## Medaljer
| 2022 Beijing | Guld | Sølv | Bronze | Total |
| New Zealand  | 2    | 1    | 0      | 3     |

### Medaljevindere
| New Zealand under vinter-OL 2022 i Beijing | New Zealand under vinter-OL 2022 i Beijing | New Zealand under vinter-OL 2022 i Beijing | New Zealand under vinter-OL 2022 i Beijing | New Zealand under vinter-OL 2022 i Beijing |
| Medalje                                    | Navn                                       | Sport                                      | Event                                      | Dato                                       |
| ------------------------------------------ | ------------------------------------------ | ------------------------------------------ | ------------------------------------------ | ------------------------------------------ |
| Guld                                       | Zoi Sadowski-Synnott                       | Snowboarding                               | Damernes slopestyle                        | 6. februar                                 |
| Guld                                       | Nico Porteous                              | Freestyle skiløb                           | Mændenes halfpipe                          | 19. februar                                |
| Sølv                                       | Zoi Sadowski-Synnott                       | Snowboarding                               | Damernes big air                           | 15. februar                                |